# 三田尻中関港
三田尻中関港（みたじりなかのせきこう）は、山口県防府市にある山口県管理の港湾。隣接する三田尻港と中関港を総称して呼ばれる。港湾法上の重要港湾、港則法上の特定港に指定されている。 

## 歴史

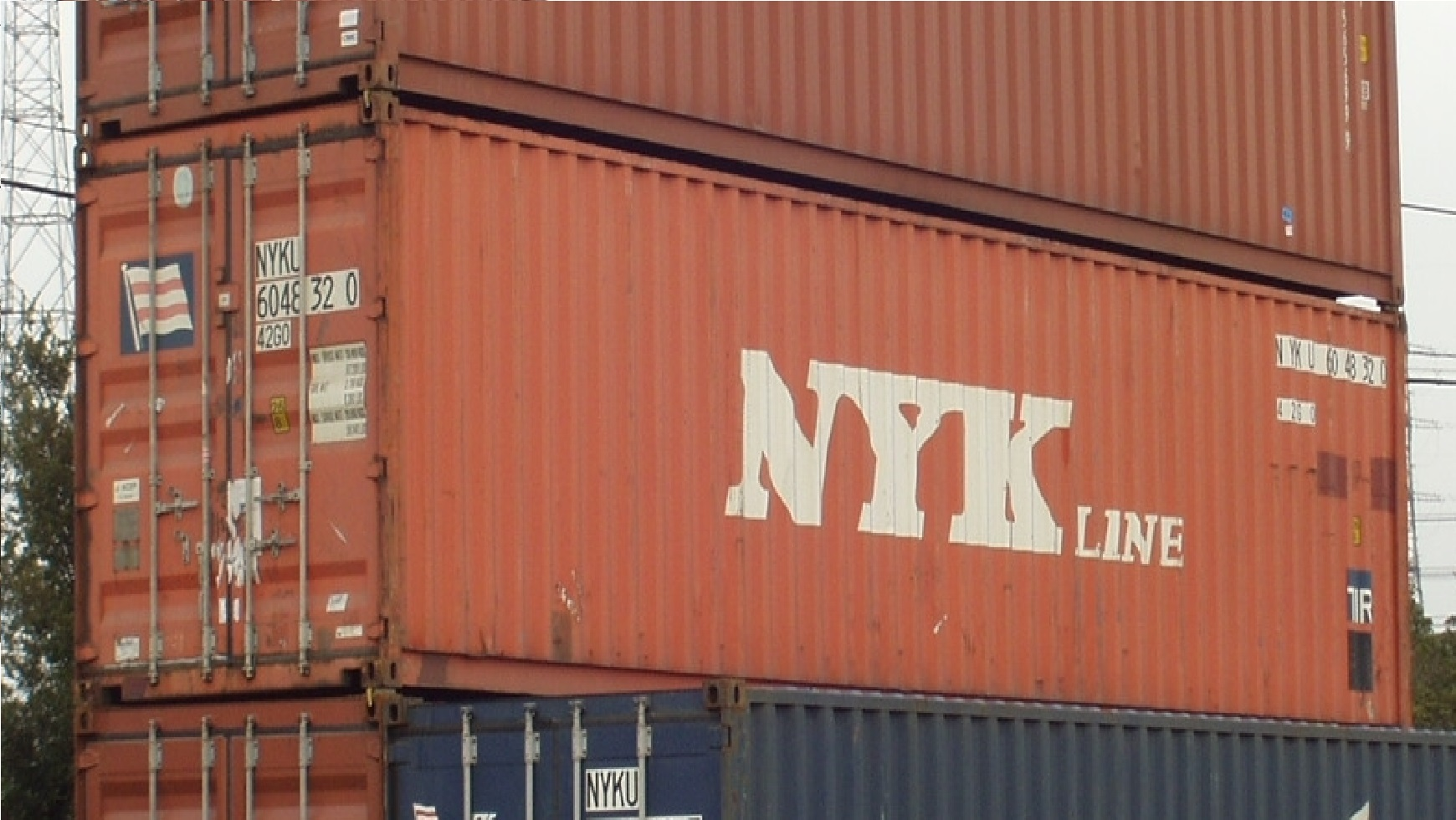
海外で組み立てられているマツダ車の重要部品を輸送する、旧、日本郵船所有の、40ft型ドライコンテナ。
塩気を含む湿気を嫌う部品輸送用に、小さな通風孔が一切無い密封型を示すタイプコード（ 42G0 ）型のコンテナが主に使われる。
（中関港にて、2006年2月25日撮影）

関ヶ原の戦い以後、毛利氏の御船手組（毛利水軍）が防府を拠点とするに当たって三田尻の地を軍港・商港として整備したのが始まり。参勤交代の経路として萩城から防府まで整備された萩往還の終着点として、長州藩（萩藩）の海の玄関口となった。また、江戸時代に長州藩は米・塩・紙を増産する「三白政策」を実施しており、これらの商取引の為に活用された。特に三田尻は、防長2ヶ国の製塩の半分を占める規模（塩業者201軒、塩の生産36万石）を誇り、播磨国赤穂に次ぐ国内第2位の大製塩地となった。この頃には廻船業が発達したこともあり、西廻り航路（北前船）によって塩などが山陰・北陸・東北まで出荷されていた。
産業の変化により、1960年（昭和35年）までには防府市内の製塩業は終焉を迎えたものの、水資源の豊富な近隣の塩田跡に工場群が進出するのにあわせ、工場生産品を輸出する港湾として設備の拡充が続けられた。昭和初期より三田尻地区への工場誘致運動が活発化しており、1933年（昭和8年）には福島人絹が、翌1934年（昭和9年）鐘淵紡績（旧カネボウ）が進出して、工場が設立された。1959年（昭和34年）6月に重要港湾となり、1964年（昭和39年）には「周南工業整備 特別地域」の指定を受けている。1966年（昭和41年）4月1日に関税法上の開港に指定された。さらに、自動車メーカーのマツダが主力工場の一つを防府市に設置して1982年（昭和57年）9月より操業を始め、近年では中関地区を中心に自動車の輸出港としての活用がめざましい。

## 主な施設

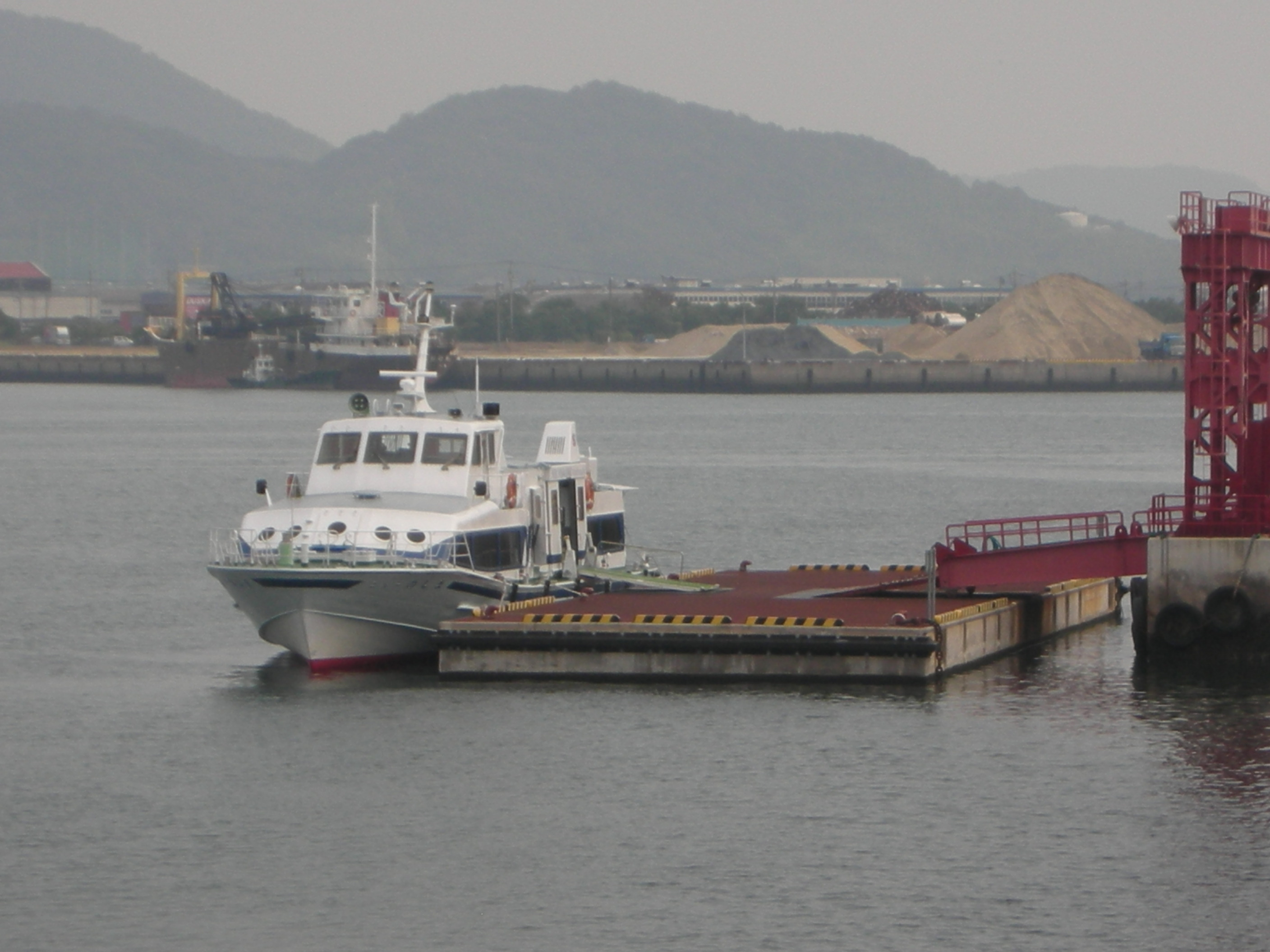
三田尻港に停泊する「ニューのしま」

いずれも商港（工業港）であるが、三田尻港からは防府市野島への高速艇による旅客航路がある。

### 三田尻地区（築地地区）
カネボウ向けなどの資材・製品の取引が主であったが、昨今は、トヨタ自動車の車両輸送基地としての役割も担っている。
一帯は2015年（平成27年）7月18日にみなとオアシスの登録をしていて、潮彩市場防府を代表施設とするみなとオアシス三田尻として賑わい拠点ともなっている。

### 中関地区

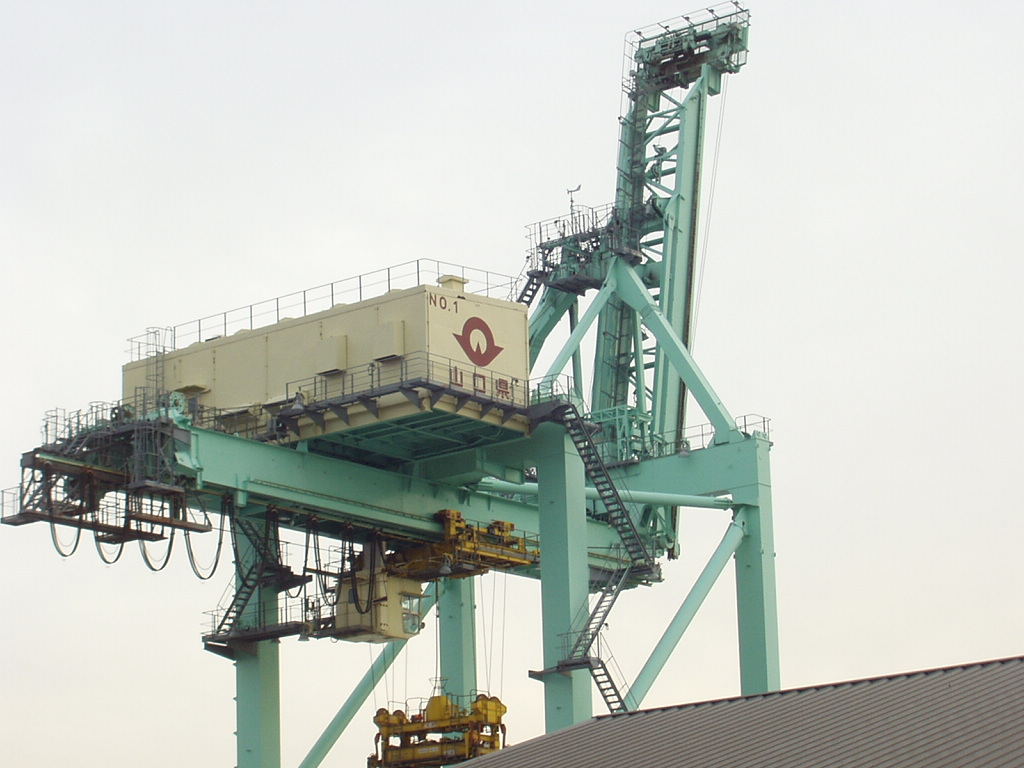
山口県が管理運営している、ガントリークレーン。
一基に付き、億単位の投資は小規模港では負担になるので、県営で設置される事例が多い。
（中関港にて、2006年2月25日撮影）

水深12メートルの岸壁を持つことから、自動車運搬船の入港を可能としており、マツダ防府工場が生産している完成自動車の輸出が行われている。また、水深7.5メートルの岸壁とガントリークレーン1基（2000年設置）を持つ中関コンテナターミナルには、中国上海などとのコンテナ船定期航路も設けられて、コンテナ貨物の取引も増えている。
さらに、コンテナの取り扱い量増大に伴い、山口県営のガントリークレーン二号機として、2018年4月1日付けで設置されている。このガントリークレーンは一回り大きくなり、荷役対応能力がアップしている。

## 取扱貨物量
2009年の主な取扱貨物量は以下のとおり。
- 港湾取扱貨物量：587万トン（輸出427万トン、輸入15万トン、移出71万トン、移入75万トン）
- コンテナ取扱個数：52,920個（空コンテナ20,861個、外貿29,274個、内貿2,785個）

## 参考
- 2001年7月28日、音楽事務所「オフィスオーガスタ」所属のミュージシャン（杏子、スガシカオ、元ちとせ、等）による合同野外ライブイベント「オーガスタキャンプ2001」が中関港で開かれた。このとき、山崎まさよしが曲間のトークで、かつて防府在住の頃に中関港でアルバイトしていたことに触れている。なお、このときの模様はNHK衛星第2テレビで録画放映された。